# شیخ الو
شیخ الویا شیخلو یا شیخالی ، روستایی از توابع بخش مرکزی شهرستان خدابنده در استان زنجان ایران است.

## جمعیت
این روستا در دهستان حومه قرار دارد و براساس سرشماری مرکز آمار ایران در سال ۱۳۸۵، جمعیت آن ۷۷۱ نفر (۱۶۰خانوار) بوده‌است.